# Madina-Oula
Madina-Oula es una localidad de la prefectura de Kindia en la región de Kindia, Guinea, con una población censada en marzo de 2014 de 23 381 habitantes.
Se encuentra ubicada al oeste del país, cerca de la costa del océano Atlántico y de la frontera con Sierra Leona.